# جون ولز فارلي
جون ولز فارلي (بالإنجليزية: John Wells Farley)‏ هو مدير فني أمريكي، ولد في 15 يونيو 1878 في بروكلين في الولايات المتحدة، وتوفي في 12 مارس 1959 في نيدهام في الولايات المتحدة.